# Fred Watson (Fußballspieler)
Frederick „Fred“ Watson (* 30. November 1888 in Aberdeen; † 29. Juni 1917 in Milford Haven) war ein schottischer Fußballspieler.

## Karriere
Watson spielte im Junior Football von Aberdeen für Aberdeen Shamrock. 1910 kam er zum FC Aberdeen, dem führenden Klub der Stadt. Für diesen spielte der wegen „seines pfiffigen Gemüts und seiner warmherzigen Bonmots populäre“ Watson in den folgenden Jahren als Mittelläufer zumeist im Reserveteam. Für die erste Mannschaft hatte er zwischen 1912 und 1914 ein halbes Dutzend Auftritte, darunter eine Partie in der Scottish Football League Division One in der Saison 1912/13, als er gemeinsam mit den beiden Außenläufern Stewart Davidson und George Wilson bei einer 1:3-Niederlage gegen Hibernian Edinburgh die Läuferreihe bildete. Obwohl das Presseecho einigermaßen wohlwollend ausfiel, blieb dies sein einziger Ligaauftritt. So urteilte der Scottish Referee „Watson schlug sich als Mittelläufer für einen ersten Einsatz im Senior League Football gut und sollte eine weitere Bewährungschance erhalten.“ und das Aberdeen Daily Journal äußerte: „Die [Läufer-]Reihe war so lasch wie immer. Watson war ein Malocher, aber ihm mangelt es an Geschwindigkeit und seine Unerfahrenheit ließ Hendren [Anm: gegnerischer Mittelstürmer] reichlich Spielraum.“ Der Dundee Courier ergänzte: „Watson, der Reserve-Mittelläufer, konnte keine ungünstigere Taufe bekommen, Hendren war ein Stachel in seinem Fleisch und ließ ihm von Anfang bis Ende keine Ruhe.“
Seinen Lebensunterhalt verdiente Watson als Steinmetz, diesen Beruf gab er auf, um während des Ersten Weltkriegs der Royal Naval Reserve beizutreten. An Bord der HMS Peterel diente er im Rang eines Petty Officer bei der Minenräumung. Watson erkrankte plötzlich und starb 28-jährig im Juni 1917 in einem Militärkrankenhaus in der Marinebasis Milford Haven. Er hinterließ seine Ehefrau und wurde in Aberdeen beigesetzt.